# جيفري ستون
جيفري ستون (بالإنجليزية: Jeffrey Stone)‏ (16 ديسمبر 1926، ديترويت في الولايات المتحدة - 22 أغسطس 2012، بينانق في ماليزيا)؛ ممثل وروائي أمريكي.

## روابط خارجية
- جيفري ستون على موقع IMDb (الإنجليزية)
- جيفري ستون على موقع ألو سيني (الفرنسية)
- جيفري ستون على موقع أول موفي (الإنجليزية)
- جيفري ستون على موقع قاعدة بيانات الأفلام السويدية (السويدية)
- جيفري ستون على موقع قاعدة بيانات الفيلم (الإنجليزية)
- جيفري ستون على موقع كينوبويسك (الروسية)